# Горносталья губа
Горноста́лья губа — губа на юго-востоке Баренцева моря, вдаётся в северную часть материка.

## География
Расположена на севере Ненецкого автономного округа, омывает Тиманский берег Малоземельской тундры. На западе отделена от Индигской губы с устьем реки Индига банкой Святоносской, на которой расположен мыс Святой Нос и маяк Чёшский. Находится в Поморском проливе, соединяющем Баренцево и Печорское море, а также отделяющим остров Колгуев от Тиманского берега.
Южнее губы расположены хребты Хасырейный, Хальмерхой, Анахой, Сопочный, Нерцета, Тархой, а также сопка Шумкой высотой 108 метров. Восточнее губы находится озеро Торавэй.
В губу впадают реки Малая и Большая Горносталья, а также другие более мелкие водотоки.